# Centella flexuosa
Centella flexuosa là một loài thực vật có hoa trong họ Hoa tán. Loài này được (Eckl. & Zeyh.) Drude mô tả khoa học đầu tiên năm 1897.